# 392. (kroatische) Infanterie-Division
Die 392. (kroatische) Infanterie-Division, auch Blaue Division (kroatisch Plava divizija), war ein Großverband der Wehrmacht, der als Teil der sogenannten „Kroatischen Legion“, mit Soldaten aus dem Unabhängigen Staat Kroatien (NDH) bemannt und von deutschen Offizieren geführt wurde. Sie wurde 1943 aufgestellt, ab 1944 im Kampf gegen Tito-Partisanen eingesetzt und kapitulierte 1945.

## Geschichte

### Aufstellung
Als letzte von drei deutsch-kroatischen Infanterie-Divisionen der sogenannten „Kroatischen Legion“ wurde die 392. Division im August 1943 in Döllersheim in Niederösterreich aufgestellt. Sie bestand aus 8500 kroatischen Soldaten, die von 3500 deutschen Offizieren und Feldwebeln geführt wurden. Getragen wurden Wehrmachtuniformen mit kroatischem Wappen auf dem rechten Ärmel. Der erste und einzige Divisionskommandeur war Johann Mickl.

### Verlegung auf den Balkan
Ursprünglich sollte sie an der Ostfront eingesetzt werden; nützlicher schien sie aber im Partisanenkampf auf der Balkanhalbinsel.

### Einsatz gegen Partisanen 1944
Seit Januar 1944 im Einsatz, folgten Aktionen auf der Insel Korčula gegen Partisanen und die Verwendung zur Sicherung der nördlichen Adriaküste und im Raum Lika. In diesem bergigen Hinterland Kroatiens wurde der Divisionskommandeur Mickl in einem Hinterhalt eines Partisanen getötet.

### Auflösungserscheinungen ab September 1944
Desillusioniert von der militärischen Lage und angestachelt von Josip Broz Titos Agenten, die Überläufern Amnestie versprachen, begannen ab September 1944 kroatische Mannschaften, massenhaft zu desertieren und zu meutern.
Die Division sollte das LXXXXVII. Armeekorps z. b. V. unterstützen, dessen 188. Gebirgs-Division und 237. Infanterie-Division bei Rijeka eingeschlossen waren. Als sie dort eintraf, waren jedoch schon viele Kroaten desertiert oder entlassen.

### Verlegung nach Österreich
Mit den verbliebenen 3000 Mann sollte die 392. Division nach Norden Richtung Klagenfurt verlegt werden.

### Kapitulation
Als der Durchbruch misslang, befahl Generaloberst Alexander Löhr als Kommandeur der Heeresgruppe E am 5. Mai 1945 die Kapitulation. Die Partisanen nahmen sie im Gebiet zwischen Rijeka und Ilirska Bistrica an. Zu der Zeit wurden die verbliebenen Kroaten und noch kämpfende Einheiten der Italienischen Sozialrepublik aus der Division entlassen. Während einiger Tage war es den entwaffneten Deutschen erlaubt heimzukehren.

#### Umgang mit Kriegsgefangenen der Achsenstreitkräfte
Seit dem 12. Mai 1945 aber hielten die Partisanen die Kapitulationsvereinbarungen nicht mehr ein. Viele der Gefangenen fielen jugoslawischen Vergeltungsaktionen wie den Massakern von Bleiburg und unmenschlicher Behandlung in mehrjähriger Kriegsgefangenschaft zum Opfer.